# Бутадієн
Бутадіє́н, дивіні́л, CH2=CH—CH=CH2 — ненасичений вуглеводень з двома подвійними зв'язками (належить до класу дієнів).
Бутадієн являє собою газ, який при -4,5 °С скраплюється в рідину. В повітрі з концентрацією 1,4-16,3 % об. утворює вибухонебезпечну суміш (дані BASF, Німеччина).

## Отримання
У промисловості бутадієн одержують шляхом одночасної дегідрогенізації та дегідратації етилового спирту в присутності оксидів алюмінію і цинку (Al2O3 і ZnO) як каталізаторів при нагріванні до 400—500 °С:
Бутадієн одержують також шляхом дегідрогенізації бутану, який у великих кількостях одержують при прямій перегонці та крекінгу нафти. Процес перетворення бутану в бутадієн проводять при температурі близько 600 °C і зменшеному тиску — близько 0,2 атм. Як каталізатори застосовують оксиди хрому й алюмінію (Cr2O3 і Al2O3)

## Хімічні властивості
1,3-бутадієн є типовим дієновим вуглеводнем і володіє високою реакційною здатністю. Легко вступає в реакції полімеризації, в тому числі з іншими ненасиченими сполуками — реакції кополімеризації (зі стиролом, ефірами та нітрилом акрилової та метакрилової кислот, ізопрену, ізобутиленом і іншими).
За подвійним зв'язком бутадієн приєднує молекули водню, галогенів і галогеноводнів. Окрім цього, бутадієн вступає у реакції дієнового синтезу, утворюючи цикли. Наприклад, взаємодія з бензохіноном:
Завдяки наявності в молекулі бутадієну двох подвійних зв'язків він легко полімеризується, легко окислюється повітрям з утворенням перекисних речовин, що прискорюють полімеризацію. Процес полімеризації проводять в присутності металічного натрію як каталізатора під тиском:

## Біологічні властивості
1,3-бутадієн є сильним канцерогеном, проявляє мутагенну, ембріо- і гонадотропну дію, токсичний (летальна доза LD50 = 548 мг/кг, досліджено на щурах). Є найсильнішим канцерогеном у сигаретному диму, вдвічі сильніший за акрилонітрил. Збільшена кількість ракових захворювань виявлена у працівників промисловості, які тривалий час зазнавали впливу 1,3-бутадієну. Вражаються переважно кровотворна та лімфатична системи (лейкемія та лімфома). Жінки мають вищу чутливість до можливих канцерогенних ефектів бутадієну ніж чоловіки, що пов'язують із впливом на естрогенові рецептори.
У 2013 році 1,3-бутадієн включений до плану дій (CoRAP) відповідно до Регламенту ЄС № 1907/2006 (REACH) в рамках оцінки хімічних речовин. Вплив на здоров'я людини та навколишнє середовище був переглянутий, оскільки 1,3-бутадієн належить до класу речовин CMR (канцерогенні, мутагенні, репротоксичні). В США 1,3-бутадієн належить до 1-ї групи канцерогенів. В Україні входить до переліку особливо небезпечних хімічних речовин, виробництво яких підлягає ліцензуванню.